# Puntarenas (canton)
Pour la ville, voir Puntarenas.
Puntarenas est le nom du premier canton dans la province de Puntarenas au Costa Rica. Il couvre une superficie de 1 842,33 km2, pour une population de 109 798 habitants. Le chef-lieu du canton est la ville de Puntarenas.

## Géographie
Le canton est constitué de zones réparties de part et d'autre du Golfe de Nicoya et de plusieurs îles. 

## Composition
Le canton de Puntarenas est divisé en 15 districts :
- Puntarenas
- Pitahaya
- Chomes
- Lepanto
- Paquera
- Manzanillo
- Guacimal
- Barranca
- Île Cocos
- Cóbano
- Chacarita
- Isla Chira
- Acapulco
- El Roble
- Arancibia